# Pierrefontaine-les-Varans
 Pierrefontaine-les-Varans  es una población y comuna francesa, en la región de Franco Condado, departamento de Doubs, en el distrito de Besançon y cantón de Pierrefontaine-les-Varans.

## Demografía
| 1289 | 1412 | 1501 | 1538 | 1505 | 1351 |
| Para los censos de 1962 a 1999 la población legal corresponde a la población sin duplicidades (Fuente: INSEE [Consultar]) |      |      |      |      |      |